# Errore (ordinamento civile italiano)
L'errore nell'ordinamento civile italiano è una delle cause di annullabilità del negozio giuridico, con particolare riferimento alla materia contrattuale. In quanto tale, esso consiste in un vizio che rende invalido il negozio che ne è affetto; tale invalidità (ossia l'annullabilità) assume una gravità inferiore rispetto alla nullità.

## Errore vizio ed errore ostativo
L'ordinamento italiano distingue - seppur ormai a soli fini descrittivi - fra due tipologie di errore: l'errore vizio e l'errore ostativo.
Il primo consiste in una falsa o mancante rappresentazione della realtà, sia essa riferita ad una questione di fatto o di diritto. Essa attiene perciò al processo formativo della volontà negoziale del soggetto e si pone quale fenomeno psicologico interno. L'endiadi con la quale viene formulata tale definizione consente di equiparare all'errore l'ignoranza. Un tipico esempio è dato dall'acquisto operato da Tizio di un oggetto in ottone ritenuto, erroneamente, d'oro.
Il secondo consiste invece nella non corrispondenza fra una volontà negoziale regolarmente determinatasi all'interno del soggetto e la dichiarazione negoziale che quest'ultimo rivolge all'esterno. Esso dunque è l'errore che cade "sulla dichiarazione" (art. 1433 c.c.) e in ciò si differenzia in radice dall'errore vizio: il primo attiene al momento negoziale interno, appunto formativo; quest'ultimo a quello dell'esternazione, ovvero dichiarativo. Un esempio è dato dal dichiarante che afferma 100 anziché 1.000 o dall'impiegato che mal trascrive il testo del dichiarante tramite telegrafo.
Sotto la vigenza dell'abrogato Codice civile del 1865, la dottrina evidenziava una fondamentale differenza di disciplina fra le due fattispecie: l'errore vizio avrebbe dato causa all'annullabilità del contratto; l'errore ostativo, invece, alla sua nullità. Questa seconda soluzione era avallata dal rilievo che l'errore ostativo tradisce una radicale assenza della volontà della parte negoziale, determinando la nullità del contratto per mancanza di consenso. Il vigente Codice civile del 1942 ha risolto la questione equiparando all'art. 1433 i due tipi di errori, sulla base della gravità delle ripercussioni sulla certezza del diritto che aveva comportato la precedente soluzione. Questa differente scelta è anche sintomatica del cambiamento di posizione dell'ordinamento circa l'essenza del consenso come elemento essenziale del contratto: esso non viene più considerato come esclusivo fenomeno psicologico interno al soggetto (c.d. dogma della volontà), ma preminentemente come fenomeno sociale, rispetto al quale l'affidamento che una certa dichiarazione negoziale produce nei consociati è tutelata con preminenza rispetto all'esatta corrispondenza di questa alle concrete determinazioni volitive della parte.

## Requisiti dell'annullabilità per errore
La sanzione dell'invalidità (e la conseguente possibilità di annullamento) non può essere comminata in ogni caso di errore: il risultato sarebbe una diffusa incertezza del diritto. Gli interessi contrapposti che entrano in conflitto in questo ambito sono quelli della parte affetta dall'errore (che non vuole essere vincolata da un negozio non voluto) e quelli della controparte, che non è generalmente in grado di comprendere le volizioni dell'altra (rispetto alla quale, dunque, l'ordinamento avverte il bisogno di tutelare il legittimo affidamento). L'ordinamento italiano subordina per questi motivi l'annullabilità del contratto a due requisiti dell'errore da cui esso sia affetto: l'essenzialità e la riconoscibilità.

### Essenzialità dell'errore
L'essenzialità è il requisito oggettivo dell'errore e consiste in una obbiettiva valutazione della sua rilevanza nell'economia del consenso contrattuale. L'art. 1429 c.c. qualifica un insieme di ipotesi di essenzialità:
1. errore sulla natura o sull'oggetto del contratto (error in negotio);
2. errore sull'identità dell'oggetto della prestazione (error in substantia o "in corpore");
3. errore sopra una qualità dello stesso oggetto che, secondo il comune apprezzamento o in relazione alle circostanze, deve ritenersi determinante del consenso (error in qualitate);
4. errore sull'identità o sulle qualità della persona dell'altro contraente, sempre che l'una o le altre siano state determinanti del consenso (error in persona);
5. errore sulla quantità, sempre che sia stato determinante del consenso (error in quantitate);
6. errore di diritto, a condizione che esso sia ragione unica o principale del contratto.

La norma agisce dunque da filtro, selezionando solo gli errori di particolare rilevanza negoziale. Tuttavia è stato a lungo dibattuto se essa delinei un numerus clausus di casi, ossia se tale elenco sia tassativo. La Relazione al Re (di accompagnamento all'entrata in vigore del codice del 1942) e parte della dottrina ritengono che l'elenco di cui alla disposizione in esame non abbia carattere tassativo. Perciò, per individuare casi ulteriori di errori essenziali si dovrebbe rinvenire la ratio dell'elenco in parola e ciò non pare agevole. Secondo altri l'elencazione sarebbe tassativa e non darebbe adito ad interpretazione analogica.
Dall'essenzialità deve essere tenuta distinta la determinanza dell'errore. Essa consiste in una valutazione di fatto, da condurre nel caso concreto, circa l'effettivo valore che l'errore ha avuto nella determinazione volitiva della parte che ne è affetta. Tale requisito è esplicitamente richiesto soltanto per gli errori di cui ai numeri 2, 3 e 4 del citato art. 1429 c.c. oltre che all'art. 1430 c.c., e costituisce dunque un requisito ulteriore per l'annullabilità del contratto in queste fattispecie.
In questa prospettiva è possibile configurare un errore che, pur ricadendo su una delle ipotesi testé specificate (nonché sulle altre che si volessero individuare in via analogica), risulti meramente incidente nel consenso: tale errore indurrebbe la parte non già a stipulare un contratto altrimenti non voluto, ma solo a concluderlo a diverse condizioni. La distinzione tra errore-vizio incidente ed errore-vizio determinante è testualmente prevista per l'ipotesi di dolo (artt. 1439 e 1440 c.c.). Dalla mancanza di un'apposita previsione nell'ambito dell'errore sembra potersi desumere l'irrilevanza dell'errore non determinante del consenso. Nondimeno non deve trascurarsi che l'errore incidente che risulti riconoscibile dovrebbe comunque potersi far valere quale fonte di responsabilità precontrattuale a carico della controparte, per non avere, questa, durante le trattative dispiegato quel diligente comportamento idoneo a rilevare l'errore medesimo.

#### Errore di calcolo
L'errore di calcolo è l'errore che si concreta in un mero calcolo aritmetico sbagliato (in cui cioè i fattori siano esatti, ma l'operazione matematica venga erroneamente svolta) ovvero in una sbagliata valutazione qualitativa di un bene. L'art. 1430 c.c. statuisce che questo tipo di errore non dà causa all'annullabilità del contratto, ma solo alla sua rettifica. Per rettifica si intende la correzione del regolamento contrattuale nella sola parte affetta da errore di calcolo.
Tuttavia, l'errore di calcolo potrebbe concretizzarsi in un errore di quantità: in questo caso, qualora sia stato determinante per il consenso e al ricorrere dell'altro requisito della riconoscibilità, esso dà casusa all'annullabilità del contratto.
Secondo una parte della dottrina, l'errore di calcolo costituisce un'ipotesi testuale di errore meramente incidente: lungi dall'essere un mero errore matematico a partire da fattori correttamente indicati nel negozio (patologia per la quale opererebbe una correzione materiale in sede di interpretazione del contratto), la fattispecie di cui all'articolo in parola riguarderebbe quei casi ove la parte, a causa di un errore su calcoli esterni al contenuto del contratto, ha formato la sua volontà direttamente rispetto al risultato, sì da concludere il contratto per una quantità diversa da quella che avrebbe voluto se il calcolo fosse stato correttamente eseguito.

### Riconoscibilità dell'errore
La riconoscibilità è il requisito soggettivo dell'errore e consiste nell'astratta possibilità per la controparte, utilizzando la normale diligenza e in base alle circostanze del contratto ovvero alla qualità dei contraenti, di rilevarlo. Tale requisito vale dunque a tutelare l'affidamento della controparte, di modo che questa non possa vedersi lesa nei propri interessi dall'annullamento di un contratto di cui non avrebbe potuto conoscere la causa di annullabilità.
La giurisprudenza ritiene il requisito della riconoscibilità venga meno nel caso in cui l'errore sia comune alla parti contrattuali. Questa deduzione è da ritenere esatta, sul rilievo del fatto che un errore comune è insuscettibile di ingenerare nelle parti un legittimo affidamento meritevole di tutela, essendone entrambe affette.

## Errore sui motivi
Senz'altro irrilevante per il diritto è invece l'errore-motivo. Trattasi dell'errore consistente in un erroneo convincimento sull'utilità personale del negozio contrattuale, non riconoscibile perché non oggettivizzato. Va precisato tuttavia che normalmente l'errore sul motivo può assumere rilevanza giuridica qualora il motivo in questione venga elevato ad elemento accidentale del contratto e più specificamente o a condizione o a modo dello stesso. In questi casi troveranno applicazione le consuete norme sull'errore già esposte.
Una disciplina particolare è invece dettata nel caso del testamento, in ragione del favor testatoris che innerva tale ambito disciplinare. Viene affetta da invalidità, infatti, la clausola testamentare rispetto alla quale il motivo del testatore sia stato affetto da errore, purché tale motivo risulti dal dato testamentario e sia stato l'unico motivo determinante nella violazione del testatore.

## Errore e dolo
Il dolo è il secondo vizio della volontà ad essere disciplinato dal vigente Codice civile. Esso si concretizza in un raggiro escogitato da una delle parti per far cadere in errore l'altra.
Tuttavia solo in apparenza le due figure sono distinte. Da un punto di vista materiale, errore e dolo hanno la stessa struttura: si sostanziano entrambe in una falsa o mancante rappresentazione della realtà. L'unica differenza si riscontra nella genesi di tale anomalia volitiva, che nel caso dell'errore è endogena rispetto alla parte, mentre nel caso del dolo ha una provenienza esterna e precisamente origina dalla controparte contrattuale.
La differente disciplina codicistica, che vede il dolo colpito con più larghezza da invalidità, si giustifica con la maggior gravità e ripugnanza sociale con cui il nostro ordinamento percepisce il fraudolento ricorso ai raggiri. Per l'annullamento del contratto per dolo, infatti, non è richiesto alcun requisito di essenzialità e di riconoscibilità (quest'ultima, per altro, da considerarsi sempre presente, dal momento che a porre in essere i raggiri sarebbe la stessa controparte), ma soltanto il requisito della determinanza.

## Falsa demonstratio non noceted interpretazione contrattuale
Il brocardo "falsa demonstatio non nocet" inerisce in parte al concetto di errore. Si dia il caso che le parti vogliano il prodursi di un determinato scopo (accertato mediante l'idonea interpretazione del contratto), ma che la dichiarazione contrattuale, pur essendo idonea a raggiungere lo scopo, contenga dei meri errori nei riferimenti. In tal caso il contratto può dirsi stabile? In altre parole, può nuocere alla validità del contratto una indicazione meramente sbagliata? Il brocardo in parola conduce a risolvere la questione negativamente, suggerendo che se per via interpretativa si giunga all'identificazione di un programma contrattuale effettivamente concordato dalle parti, queste non potranno sottrarvisi qualificando la divergenza del testo come errore. Perché possa esservi errore, dunque, si richiede che l'interpretazione obiettiva del contratto diverga dal significato che una delle parti gli aveva attribuito, rimanendo irrilevante la mera divergenza dal testo "grezzo".